# CKS Czeladź
CKS Czeladź – polski klub piłkarski z siedzibą w Czeladzi, powstały w 1924 roku. Występuje w sezonie 2025/2026 w V lidze, gr. śląskiej I .

## Sukcesy
- 2. miejsce w III lidze – 1971/72, 1986/87, 1993/94
- III runda Pucharu Polski – 1990/91
- Puchar Polski OZPN Katowice – 1989/90

## Stadion

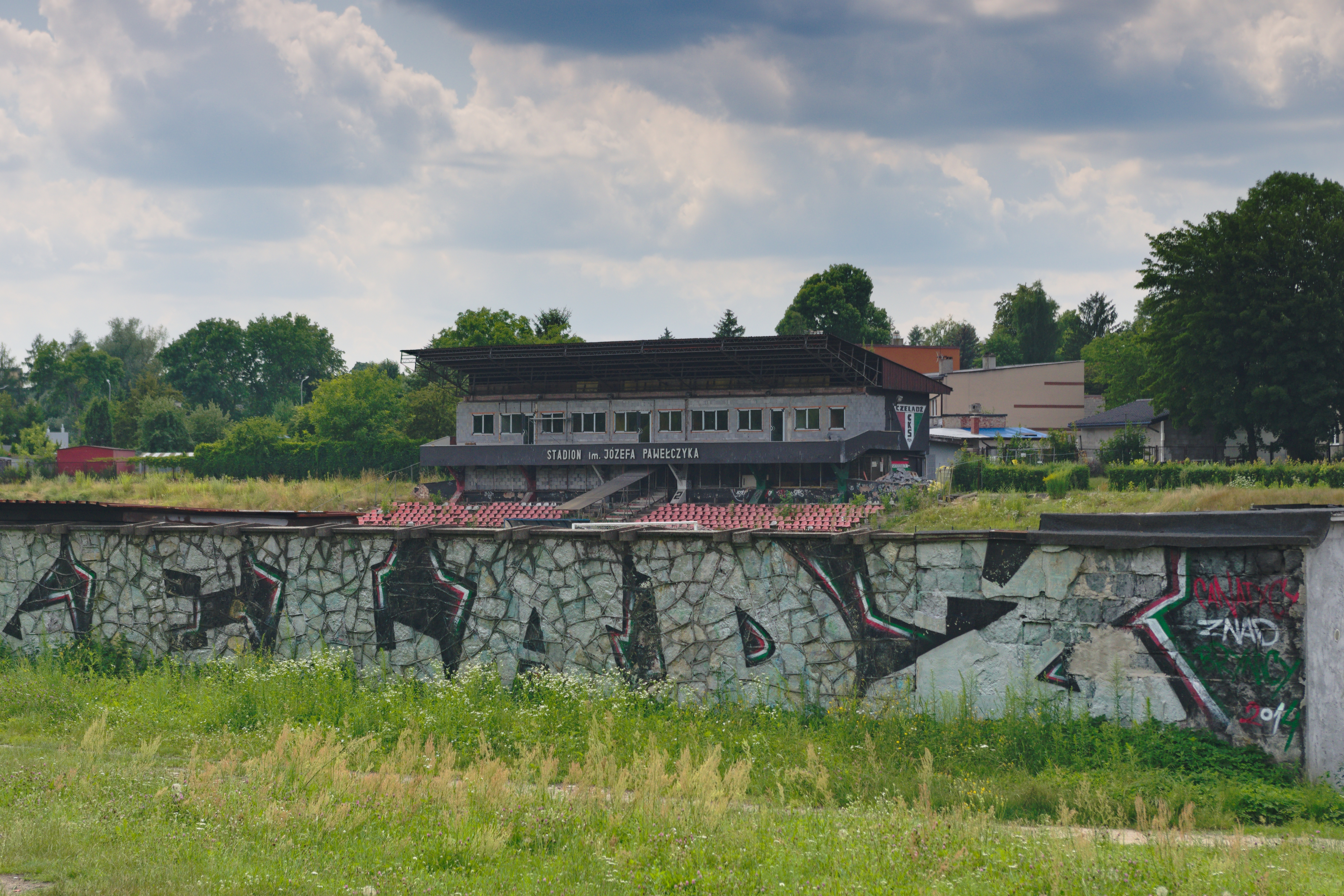
Stadion im. Józefa Pawełczyka w Czeladzi (2021)

CKS mecze rozgrywa na Stadionie Miejskim im. Józefa Pawełczyka przy ul. Sportowej 7 w Czeladzi. Dane techniczne stadionu:
- pojemność stadionu: 20 000 (w tym 1800 siedzących). Stadion obecnie w przebudowie.
- oświetlenie: brak
- wymiary boiska: 105 m x 65 m
- pojemność stadionu ze sztuczną nawierzchnią: ok. 400 miejsc siedzących
- oświetlenie: 300 lux.
- wymiary boiska: 100 m x 60 m